# Пелльворм
Пелльво́рм (нем. Pellworm, дат. Pelvorm) — немецкий остров, входящий в группу Северо-Фризских островов в акватории Северного моря. Административно подчиняется району Северная Фризия, Шлезвиг-Гольштейн. Вместе с несколькими более мелкими островами образует коммуну Пелльворм.
Население составляет 1177 человека (на 31 декабря 2012 года). Занимает площадь 37,44 км².

## География
Ландшафт острова образован из заболоченных низменностей, лугов и полей. Природа преимущественно нетронута, фауна весьма богата. Особенно часто здесь встречаются перелётные птицы.
В средние века Пелльворм являлся частью более крупного острова Странд. Однако в 1634 году в результате мощного штормового прилива он распался на куски. Помимо Пелльворма к остаткам Странда относятся Нордштранд и Нордштрандишмор.

## Язык
В настоящее время на острове, как и в большинстве сельских районов Шлезвиг-Гольштейна, основным разговорным языком жителей является нижненемецкий; общение на стандартном немецком языке также не вызывает затруднений. До конца XVIII века на Пелльворме, как и на Нордштранде, всё ещё говорили на страндском фризском, диалекте севернофризского языка. С иммиграцией многочисленных поселенцев из Нидерландов и южной Германии фризский язык исчез к концу XVIII века, так что страндский фризский вместе с эйдерштедтским фризским теперь считается вымершим. В нижненемецком диалекте Пелльворма сохранились лишь немногочисленные следы фризского языка.

## Транспорт

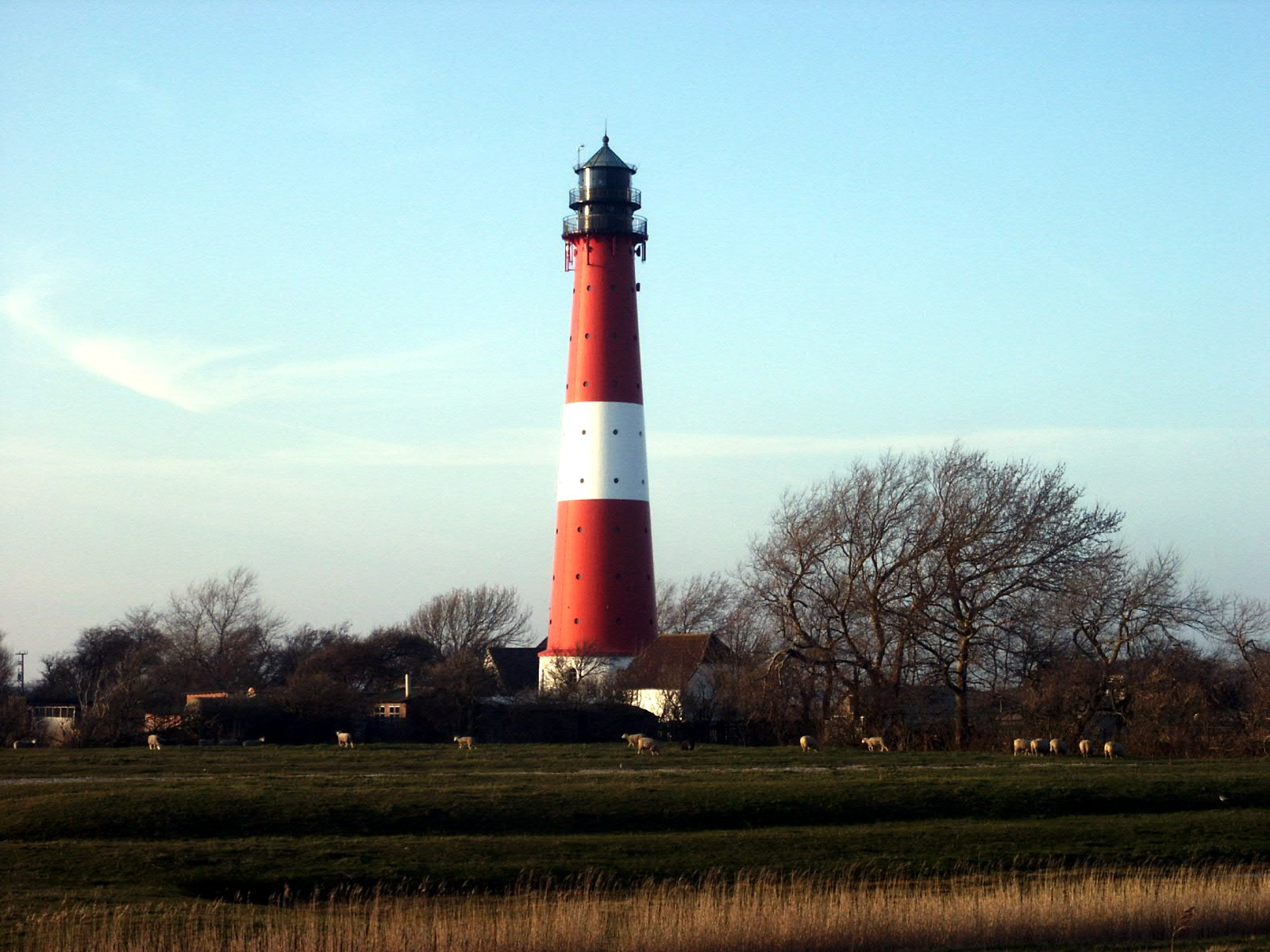
Пелльвормский маяк

Связь с материком осуществляется через паромное сообщение из Нордштранда, который превратился в полуостров.

## Энергетика

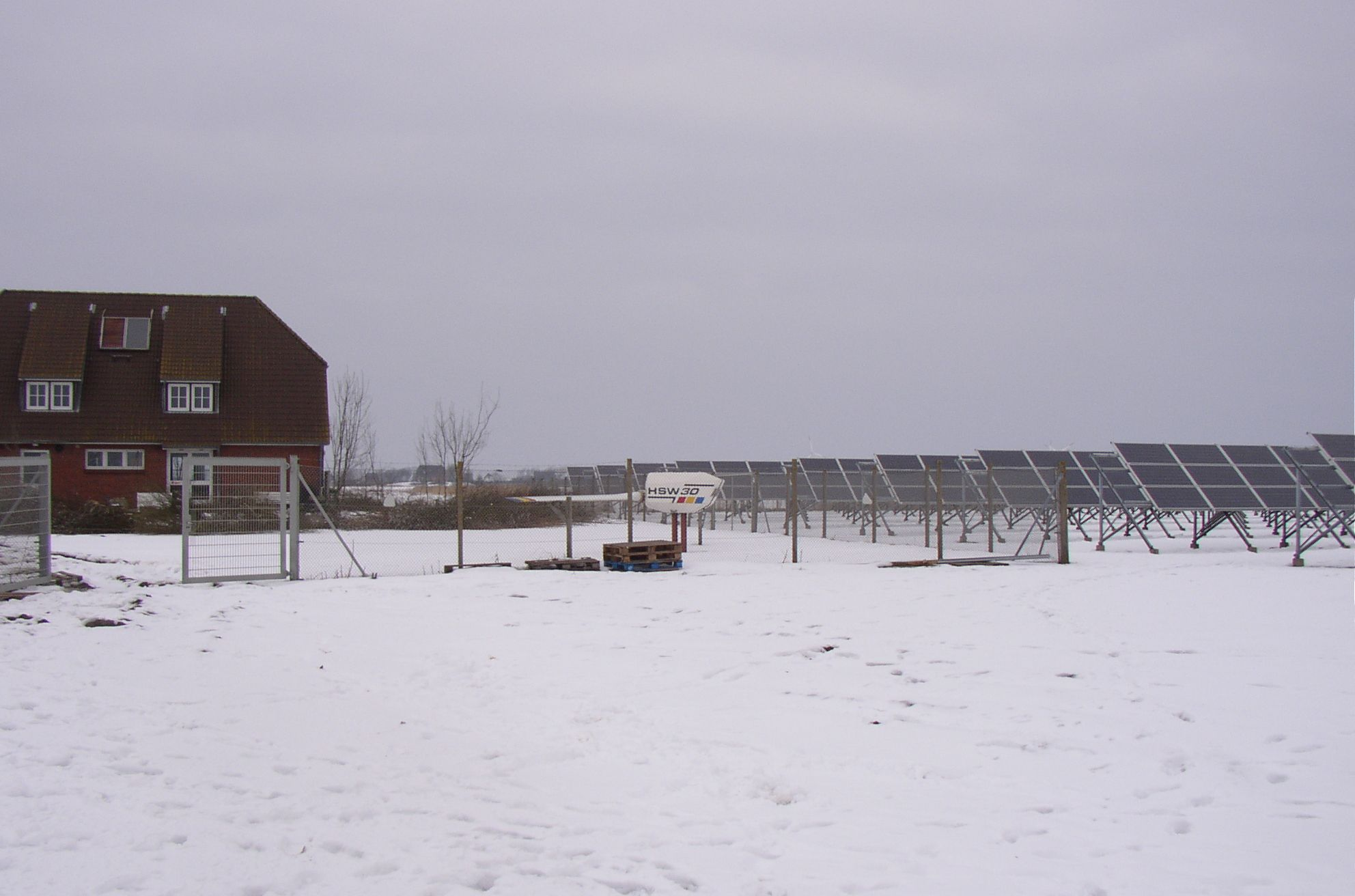
Гибридная энергоустановка

На острове расположилась одна из крупнейших гибридных установок, работающая на энергии ветра и солнца (мощность 700 МВт/год).